# Andreas Joseph Chandelle

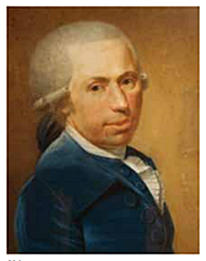
Andreas Joseph Chandelle, Selbstporträt

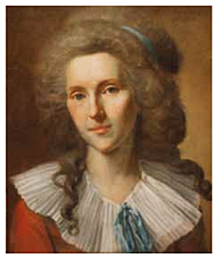
Andreas Joseph Chandelle, Porträt der Ehefrau Anna Rosina geb. Wiesen

Andreas Joseph Chandelle (* 6. August 1743 in Frankfurt am Main; † 1. März 1820 ebenda) war ein Beamter der Kaiserlichen Reichspost bzw. der Thurn-und-Taxis-Post, Pastellmaler und Kunstsammler.

## Herkunft und Familie
Andreas Joseph Chandelle war der Sohn des aus Cheratte in Belgien (heute Teil der Stadt Visé) stammenden, wohlhabenden Weinhändlers Nikolaus Chandelle und seiner Frau Anna Gertrude geb. Donett, Tochter des in Frankfurt tätigen Bildhauers Cornelius Andreas Donett (1683–1748). Sein jüngerer Bruder Matthäus Georg von Chandelle wurde geadelt und starb 1826 als Bischof von Speyer. Georg Heinrich Chandelle, ein weiterer Bruder (* 1748), betätigte sich ebenfalls als Bildhauer.

## Leben

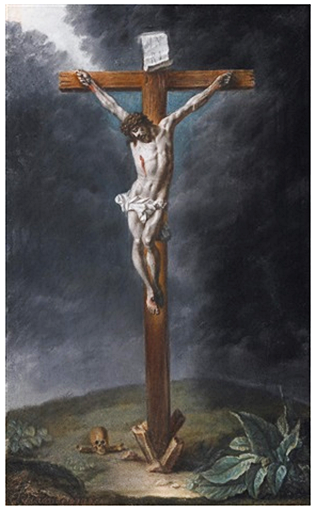
Andreas Joseph Chandelle, Kreuzigung

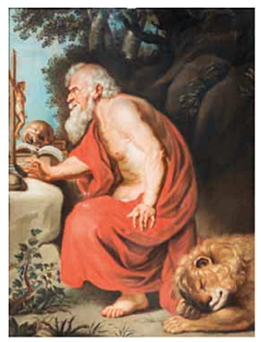
Andreas Joseph Chandelle, St. Hieronymus

Ab 1760 absolvierte Andreas Joseph Chandelle das Studium der Philosophie an der Universität Mainz. 1762 trat er in den Postdienst der Fürsten von Thurn und Taxis ein, wurde 1773 in Frankfurt Post-Offizial und 1806 Oberpostamtssekretär. 1773 ehelichte er Anna Rosina Wiesen, Tochter des Weinhändlers Johann Christof Wiesen. Das Ehepaar hatte 8 Kinder, wovon die Tochter Dorothea (1784–1866) gleichfalls als Pastellmalerin arbeitete.
Der Großvater Cornelius Andreas Donett machte ihn mit den Grundzügen der Malerei vertraut und Andreas Joseph Chandelle bildete sich autodidaktisch zum Pastellmaler, in welchem Metier er sehr fleißig war und es zu großer Kunstfertigkeit brachte. Der Nachlass enthielt noch 112 von ihm gefertigte Pastellgemälde.
Heinrich Sebastian Hüsgen schrieb 1790 über ihn: 

„Dabey daß er hieselbsten Kayserlicher Post-Officier ist, so treibt er das Pastell-Mahlen nur zu seinem Vergnügen ... und er hat es nun soweit in Pastell gebracht, daß er die vollkommenste Gleichheit nicht alleine in seine Portrait anbringe, sondern auch ein solches kräftiges Colorit besitzt, daß den Bildnissen der grosen Meister wenig Vorzüge übrig bleiben. (…) Architectur, Vieh und Früchten Stücke lustige Bauern Gesellschaften und Landschaften nach Schütz und nach verschiedenen Niederländischen Meistern ahmt er ebenfalls nach, und beweiset durch seine geschickte Hand was in Pastell nur möglich zu machen ist.“

1921 konstatierte Lothar Brieger in seinem Werk Das Pastell: „Die hervorragendsten einheimischen Frankfurter Pastellmaler sind Andreas Joseph Chandelle und seine Tochter Dorothea.“
Neben der eigenen Malerei war Andreas Joseph Chandelle ein stadtbekannter Frankfurter Kunstsammler und Kunstkenner. 1789 wies Friedrich Karl Gottlob Hirsching im 3. Band seiner Nachrichten von sehenswürdigen Gemälde- und Kupferstichsammlungen auf Chandelles Sammlung hin, die u. a. das 1665 entstandene berühmte Gemälde Innenansicht der Jesuitenkirche zu Antwerpen von Anton Günther Gheringh und das Stillleben mit einem toten Hahn von Abraham Mignon enthalte. Ersteres hängt heute im Kunsthistorischen Museum Wien, das andere im Städelschen Kunstinstitut Frankfurt. Auch ein außergewöhnliches Stillleben des aus Frankenthal stammenden Malers Jacob Marrel ist aufgeführt, auf dem der Künstler sein Spiegelbild in ein Weinglas hineingemalt hat.
1808 wurde Chandelle als bildender Künstler Mitglied der neu gegründeten Museumsgesellschaft Frankfurt, 1809 beauftragte ihn Großherzog Carl Theodor von Dalberg, zusammen mit dem Maler Johann Georg Schütz (1755–1813), die Schätzung der Gemälde aus der säkularisierten Frankfurter Dominikanerkirche vorzunehmen.
Andreas Joseph Chandelle starb 1820 in Frankfurt, die Ehefrau 1832. Man veräußerte nach und nach seine komplette Sammlung, bestehend aus 296 Gemälden, 112 Pastellen von eigener Hand, sowie einigen Kupferstichen und Zeichnungen.